# Marek Kanievska
Marek Kanievska (Londra, 30 novembre 1952) è un regista britannico di origini  polacche.

## Filmografia

### Cinema
- Another Country - La scelta (Another Country) (1984)
- Al di là di tutti i limiti (Less Than Zero) (1987)
- Per amore... dei soldi (Where the Money Is) (2000)
- Codice Homer: A Different Loyalty (A Different Loyalty) (2004)

### Televisione
- Matlock Police – serie TV, 11 episodi (1975)
- Rooms – serie TV, 4 episodi (1977)
- Our Show – serie TV, 6 episodi (1977)
- Within These Walls – serie TV, episodi 4x11-4x15-5x08 (1976-1978)
- How to Stay Alive – serie TV, episodio 1x03 (1978)
- ITV Playhouse – serie TV, episodio 11x04 (1979)
- Thomas and Sarah – serie TV, episodi 1x08-1x11 (1979)
- BBC2 Play of the Week – serie TV, episodio 2x14 (1979)
- Hazell – serie TV, episodi 2x09-2x12 (1979)
- Eddie Shoestring, detective privato (Shoestring) – serie TV, 4 episodi (1979-1980)
- Muck and Brass – miniserie TV (1982)